# Воронежский (Иркутская область)
Воро́нежский — посёлок в Киренском районе Иркутской области. Входит в состав Алексеевского муниципального образования.

## Население
| 2002 | 2010 | 2011 | 2012 |
| ---- | ---- | ---- | ---- |
| 257  | ↘156 | →156 | ↘148 |

## Улицы
| - ул. Воронежская, - ул. Зелёная, - ул. Комсомольская, | - ул. Лесная, - ул. Набережная, - ул. Первомайская, | - ул. Советская, - ул. Строителей, - ул. Центральная. |